# Gåvobrev
Gåvobrev, även kallat gåvohandling, är en handling (dokument) i vilken någon förklarar sig överlåta något till någon som gåva. Gåvobrev skrivs till exempel vid gåvor av fastigheter, bostadsrätter, pengar eller värdepapper.

## Typer av gåvobrev

### Fastighet, tomträtt eller bostadsrätt
Om gåvan utgör en fastighet, tomträtt eller bostadsrätt måste ett gåvobrev enligt lag  skrivas för att överlåtelsen ska bli giltig.

#### Formkrav fastighet/tomträtt[2][3]
Vid gåva av fastighet eller tomträtt måste gåvomottagaren ansöka om lagfart eller inskrivning av tomträtt hos Lantmäteriet med gåvobrevet som underlag. Gåvobrevet ska innehålla:
- Fullständig fastighetsbeteckning
- Det ska framgå att gåvogivaren överlåter hela fastigheten samt om gåvan avser hela fastigheten eller del av den och i så fall hur stor del
- Gåvobrevet ska undertecknas av gåvogivare och gåvotagare
- Eventuella särskilda villkor
- Gåvogivarens namnteckning ska vara bevittnad av två personer

#### Formkrav bostadsrätt[4]
Vid gåva av bostadsrätt måste bostadsrättsföreningen godkänna ägarbytet, och för att vara juridiskt bindande ska gåvobrevet vara skriftligt och innehålla:
- Uppgifter om gåvogivare och gåvotagare
- Information om bostaden, t.ex. adress, lägenhetsnummer, bostadsrättsföreningens namn och organisationsnummer
- Det ska framgå att gåvogivaren överlåter bostadsrätten samt om gåvan avser hela bostadsrätten eller del av den och i så fall hur stor del
- Eventuella särskilda villkor
- Gåvobrevet ska undertecknas av gåvogivare och gåvotagare

### Gåvor mellan makar
Gåvor mellan makar måste registreras hos Skatteverket för att vara juridiskt giltiga i förhållande till t.ex. givarens borgenärer (långivare).  För detta krävs en gåvohandling där det tydligt framgår vad gåvan består av, vem som är givare och vem som är mottagare. Om gåvan utgör en fastighet eller tomträtt måste gåvohandlingen vara registrerad hos Skatteverket innan ansökan om lagfart eller inskrivning skickas till Lantmäteriet.

### Lös egendom
Vid gåvor av lös egendom, som pengar, saker eller värdepapper, är det inte lagkrav på att ha ett gåvobrev. Det brukar dock rekommenderas att man upprättar gåvobrev vid större gåvor för att minska risken för framtida tvister gällande till exempel arv.

## Ändring eller ogiltigförklaring av gåvobrev
Ett gåvobrev är ett avtal. Med stöd av Avtalslagen (1915:218)  kan ett gåvobrev ogiltigförklaras på grund av t.ex. oskälighet, omständigheter som strider mot tro och heder, tvång, svek eller ocker. Avtal kan också ogiltigförklaras enligt Lag (1924:323) om verkan av avtal, som slutits under påverkan av en psykisk störning. 
Om det i gåvobrevet finns villkor uppställda för gåvan och villkoren inte följs, kan gåvan återkallas enligt 1§ Gåvolagen (1936:83).
Kammarkollegiet kan bevilja permutation av gåvobrev, det vill säga ge tillstånd att ändra eller upphäva villkor i gåvobrev. Ett sådant villkor kan till exempel vara att en fastighet ska användas på ett visst sätt eller att den inte får säljas vidare utan medgivande från givaren. Vid en sådan ändring gäller Permutationslagen (1972:205). 